# Hemitriakis complicofasciata
De Hemitriakis complicofasciata is een haai uit de familie van de gladde haaien.

## Natuurlijke omgeving
De haai komt voor in het noordwesten van de Grote Oceaan bij de Riukiu-eilanden (Japan) en Taiwan.
Diepwater sikkelvinvaalhaai (Hemitriakis abdita) · Hemitriakis complicofasciata · Sikkelvinvaalhaai (Hemitriakis falcata) · Japanse vaalhaai (Hemitriakis japanica) · Witvinvaalhaai (Hemitriakis leucoperiptera)